# Nea Pikerni

Die Lage von Elis auf der Halbinsel Peloponnes

Nea Pikerni (griechisch Νέα Πικέρνη (f. sg.), Neu Pikerni) war eine Siedlung, die zur Gemeinde Vouprasia in der ehemaligen Präfektur Elis auf der Halbinsel Peloponnes in Westgriechenland gehörte.

## Geschichte

### Vorgeschichte

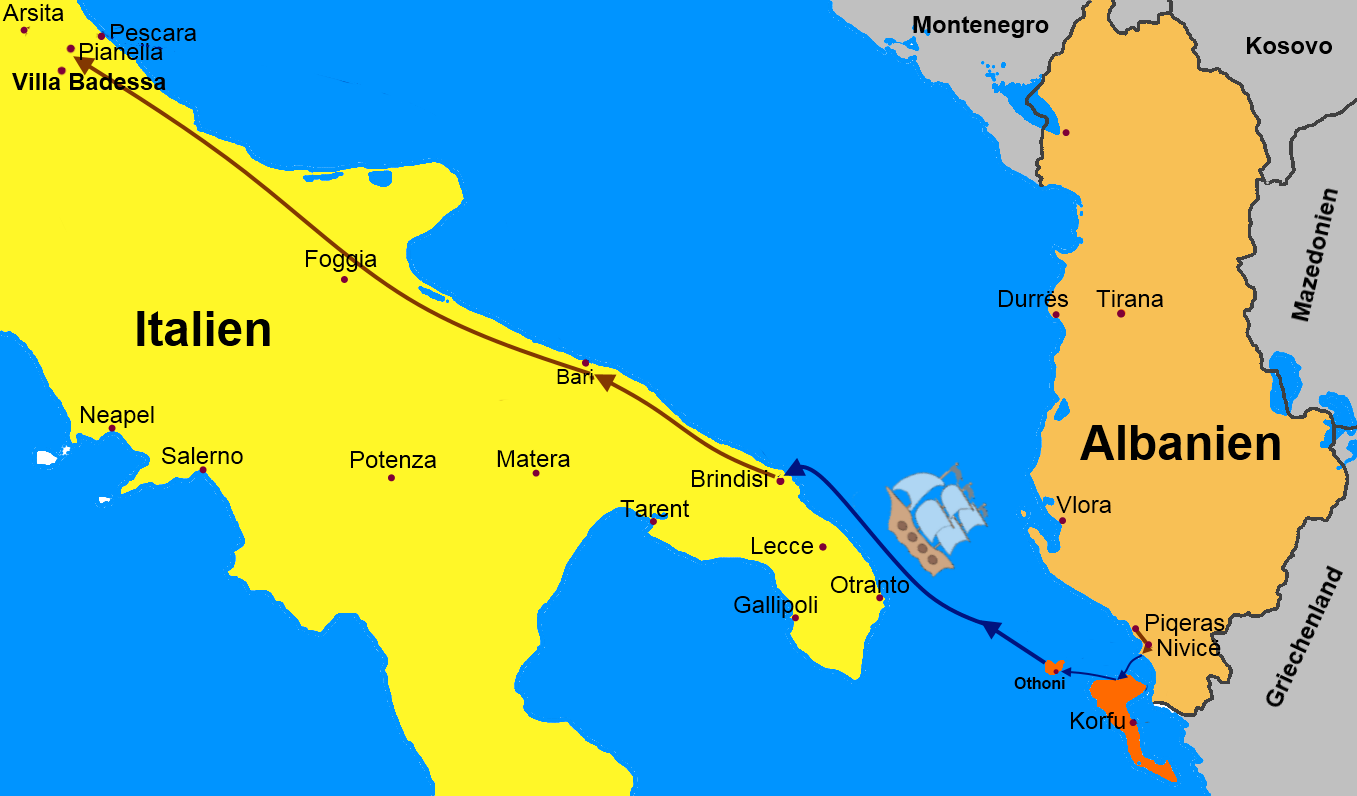
Auswanderungsroute der Bevölkerung von Piqeras nach Villa Badessa in den Abruzzen

1875 versuchten 40 (in anderen Quellen 42 oder 45) albanischsprachige griechisch-byzantinische Familien aus dem Ort Villa Badessa in den Abruzzen in Italien, nach Griechenland auszuwandern, um sich dort anzusiedeln. Die Bewohner von Villa Badessa stammten ursprünglich aus dem albanischen Ort Piqeras im Nordepirus, wo sie am 6. Dezember 1742 von der zum Islam bekehrten Bevölkerung von Borsh und Golëm im Kurvelesh überfallen worden sind. 372 Einwohner von Piqeras entschlossen sich daraufhin, in das „albanienfreundliche“ Italien zu emigrieren, wo sie die Siedlung Villa Badessa gründeten.
Mit der Zeit wuchs der Druck der römisch-katholischen Kirche auf die den byzantinischen Ritus zelebrierenden Arbëresh (so wird die ethnischen Minderheit der Albaner in Italien genannt) immer mehr, so dass ihnen ab 1857 nur noch die Taufe im griechisch-byzantinischen Ritus blieb. Dazu kam es im Königreich Italien durch den demographischen Wachstum zu Bodenmangel und zu Steuererhöhungen. Die Badessani (Bezeichnung für die Bevölkerung von Villa Badessa) hegten sich mich dem Gedanken „lieber unter dem osmanischen Joch als unter dem päpstlichen zu leben“ und dem Wunsch, wieder in ihre Heimat zurückzukehren.
Im Rahmen der griechischen Agrarreform von 1871 durch die Regierung von Alexandros Koumoundouros wurden 2,65 Millionen Hektar Staatsland auf 357.217 Grundstücke verteilt, so dass fast alle Landwirte Grundbesitzer wurden. Allerdings wurden mehrere Gebiete von der Reform ausgeschlossen.
Im April 1875 empfing George Dourouti, der griechische Konsul in Ancona, Demetrio di Martino, den Vertreter von 40 auswanderungswilligen albanischen Familien aus Villa Badessa, der um kultivierbares Land in Griechenland bat. Mit königlichem Dekret vom 16. Juni 1875 wurde das damalige Gebiet Vouprasia „für nützliche öffentliche Zwecke“ für die „italienischen“ Immigranten freigegeben. Jede Familie sollte zwischen 20 und 30 Hektar Land erhalten.
Nachdem die Auswanderungswilligen aus den italienischen Registern gestrichen worden waren, erhielten sie vom griechischen Konsulat in Ancona gewöhnliche griechische Pässe. Zum Schluss waren es sieben Familien [Blasi, D'Alessio (2 Familien), D'Andrea, Palli (2), Varsi]. Die anderen auswanderungswilligen 34 Familien warteten in Villa Badessa auf die offizielle Publikation des Gesetzes und wanderten 1877 nach Griechenland. Aus dem Jahresindex der Staatsbürgerschaft aus dem Jahr 1878 geht hervor, dass es folgende Familien waren: [Blasi (2 Familien), D'Alessio (3), D'Attanasio (2), D'Ambrogio (2), D'Andrea (3), Credico, Dima (3), Mili (8), Mattucci, Di Mattia, Di Martino (3), De Micheli, Sardini, Sbrania und Varfi (2)].
Die ersten Einwandererfamilien aus Villa Badessa, die im Herbst 1876 im Hafen von Patras ankamen, erhielten weder von der lokalen Bevölkerung noch von den örtlichen Behörden einen herzlichen Empfang. Sie wurden ihrem Schicksal selbst überlassen. Am 14. Dezember 1876 wurde das Gesetz vom griechischen Parlament verabschiedet. Jede Familie erhielt im Gebiet Vouprasia 30 Hektar Staatsland für den Anbau. Per Schiff wurden sie bis zum nächstmöglichen Ufer gebracht. Bei ihrer Abfahrt von Patras erhielten sie eine Abschiedszeremonie mit Kanonenschüssen.

### Die Gründung von Nea Pikerni

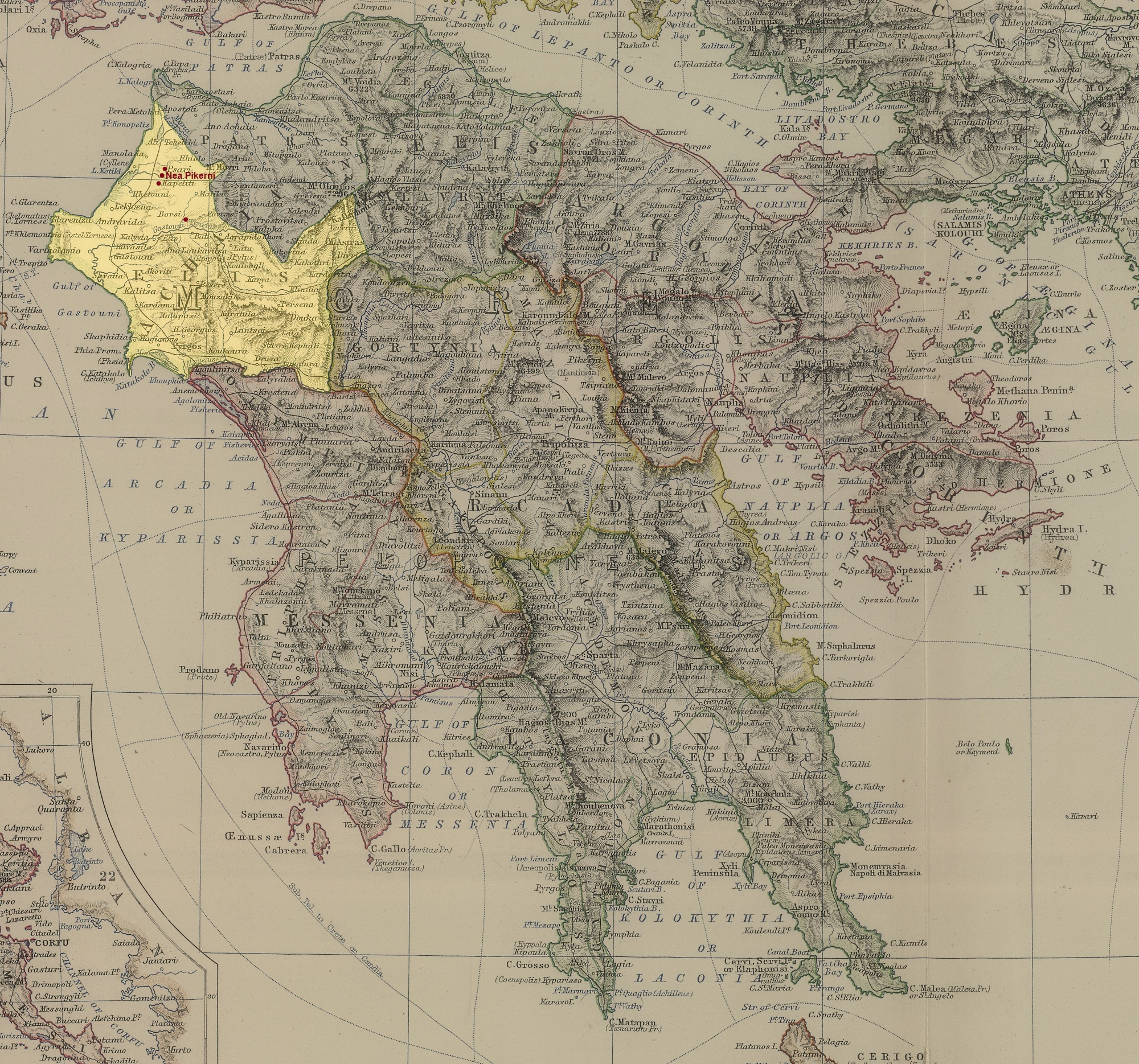
Ungefähre Position von Nea Pikerni in der ehemaligen Präfektur Elis

Arkadien auf der Halbinsel Peloponnes

Per Dekret erhielten sie das Gebiet zwischen Varda, Psari und Kapeleto. Im Januar 1877 begann der Bau der Siedlung. Jeder Familie gewährte der Staat unter seinem Gründungsgesetz 400 griechische Drachmen für den Bau des Hauses und für die technische Unterstützung wurde der Ingenieur S. Otiriadis ernannt. Die ihnen gewährte Gesamtfläche erreichte schätzungsweise einen halben Quadratkilometer. Die „italienische“ Siedlung erhielt 1879 auf Empfehlung der Philologischen Vereinigung "Parnassos" in Anlehnung an den Urheimatsort Piqeras den Namen Nea Pikerni (Neu Pikerni). Der gleiche Verband schaffte im gleichen Jahr dort eine italienisch-albanisch-griechische Schule für bedürftige Kinder, eine Neuheit für die Region, in der der Analphabetismus zu jenem Zeitpunkt 92 % ausmachte. Die allmähliche Entvölkerung der Siedlung führte dazu, dass das Schulgebäude geschlossen wurde. Ab 1882 wurde die Schule der umliegenden Siedlungen besucht und 1884 verlegte man die Schule nach Kapeleto.
In der ganzen Region gab es albanische Dörfer. In einem Umkreis von zirka 20 km waren es mindestens 17. Mitte der 1870er Jahre hatte Psari etwa 400, Kapeleto 300 und in Mazi (heute: Ano Kourtesi) 100 Einwohner.
Trotz der Mobilisierung, die zur Entstehung der Siedlung Nea Pikerni führte, war die Siedlung eine der kurzlebigsten Siedlungen des modernen Griechenland. Während die Siedlung 1879 71 Einwohner zählte, waren es zehn Jahre später nur noch elf. 1881 wurde die Siedlung von einer Meningitis-Epidemie heimgesucht, der in wenigen Tagen 27 Siedler zum Opfer fielen. Die Familie Blasi kehrte nach Villa Badessa zurück während die Überlebenden ins Zentrum der Halbinsel Peloponnes gezogen und im Regionalbezirk Arkadien Pikerni gegründet haben sollen.
Heute ist es schwierig die Siedlung zu identifizieren, da sie am 18. Dezember 1920 formell aufgelöst wurde. Sie lag südlich von Varda und Psari und nördlich von Kapeleto und wie in ihrer Urheimat im Nordepirus hatte sie einen Nachbarort Borsi. Die kurze Lebensdauer dieser Siedlung führte zu Vergessenheit im kollektiven Bewusstsein. Alles was überlebt ist die Bezeichnung das Gebiet „der Italiener“.

## Bevölkerungsentwicklung
| 1877        | 1879         | 1889         | 1896         | 1907         | 1920 |
| ----------- | ------------ | ------------ | ------------ | ------------ | ---- |
| 13 Familien | 71 Einwohner | 11 Einwohner | 22 Einwohner | 15 Einwohner | N/A  |

## Administrative Entwicklung
Mit dem Gesetz ΦΕΚ 59Α vom 25. August 1879 wurde Nea Pikerni als Siedlung anerkannt und kam zur Gemeinde Vouprasia. Mit dem Gesetz ΦΕΚ 256Α vom 28. August 1912 wurde sie von Vouprasia abgelöst und kam zu Kapeleto.